# Erythrolamprus darwinnunezi
Erythrolamprus darwinnunezi — вид змій родини полозових (Colubridae). Ендемік Еквадору. Описаний у 2024 році.

## Поширення і екологія
Erythrolamprus darwinnunezi мешкають на східних схилах Анд в Центральному Еквадорі, в провінціях Тунгурауа і Пастаса. Вони живуть в лісах і чагарниках, на висоті від 2000 до 2547 м. Живляться амфібіями.